# Bình Dân, Vân Đồn
Bình Dân là một xã thuộc huyện Vân Đồn, tỉnh Quảng Ninh, Việt Nam.
Xã Bình Dân nằm ở phía tây bắc huyện Vân Đồn và phía tây đảo Cái Bầu, có vị trí địa lý:
- Phía đông giáp xã Vạn Yên
- Phía nam giáp xã Đoàn Kết
- Phía tây giáp thành phố Cẩm Phả và huyện Tiên Yên
- Phía bắc giáp xã Đài Xuyên.